# Этиловый эфир креатина
Этиловый эфир креатина (англ. Creatine ethyl ester) — одна из добавок на основе креатина, способствующая улучшению спортивных показателей и развитию мышц при занятиях бодибилдингом и атлетическими/игровыми видами спорта. Получается в процессе этерификации креатин-моногидрата этиловым спиртом.
В организме преобразуется в креатин. Считается, что скорость абсорбции этилового эфира креатина намного выше, а период полураспада дольше, чем у обычного креатин-моногидрата, что напрямую связано с большей липофильностью этилового эфира креатина. Однако эти сведения пока не нашли независимого научного подтверждения. Кроме того, одно из исследований, представленных в ходе 4-го ежегодного собрания Международного Общества Спортивного Питания, показало, что добавление этильной группы к креатину усиливает нестабильность кислоты в целом и, как следствие, ускоряет её распад.
В качестве добавки этиловый эфир креатина был разработан, запатентован и лицензирован корпорацией UNeMed, которая в свою очередь является частью Медицинского Центра Университета штата Небраска (University of Nebraska Medical Center). В настоящее время продается под различными торговыми марками.
В качестве другого, отрицательного, свойства этилацетата креатина можно привести его резкий и неприятный вкус.